# LEADER
A LEADER program az Európai Unió vidékfejlesztési politikájának része, az Európai Bizottság által kidolgozott négy közösségi kezdeményezés egyike. A program neve a francia Liaison entre actions de développement de l'économie rurale (magyarul: Közösségi kezdeményezés a vidék gazdasági fejlesztése érdekében) megnevezés kezdőbetűiből származik.
A program célja, hogy a vidék fejlesztésére szánt uniós források ne egymástól elkülönült területeken (oktatás, egészségügy, mezőgazdasági fejlesztés, kulturális fejlesztés, vállalkozás fejlesztés stb.) és ne a helyi társadalom megkérdezése nélkül legyenek felhasználva, hanem integrált kezdeményezéseken keresztül és a helyi politikai, gazdasági szereplők és civilszervezetek bevonásával.
Ennek érdekében minden kistérségben „Helyi Akciócsoportot” kell létrehozni, amelybe az önkormányzatok, a kistérség vállalkozói és a kistérség civil szerveződései kerülhetnek be. Ezen akciócsoportok feladata az adott kistérség vidékfejlesztési stratégiájának kialakítása. Ezután a rendelkezésre álló vidékfejlesztési forrásokat helyben, helyi pályáztatás útján osztják szét olyan projektekre, amelyek ezen – helyben kialakított – stratégiával összhangban állnak.